# Morti nel 1869
| Questa pagina contiene informazioni ricavate automaticamente dalle voci biografiche con l'ausilio del template Bio e di un bot. L'aggiornamento è periodico e automatico e ricostruisce completamente la pagina. Se manca una persona in questa lista, sei pregato di non aggiungerla, ma accertati piuttosto che la sua voce biografica contenga il template Bio e che i dati anagrafici siano correttamente compilati. Se il template Bio manca, inseriscilo tu stesso o, in alternativa, metti l'avviso {{tmp\|Bio}} che ne segnala la mancanza. Se i dati riportati sono sbagliati, correggi direttamente la voce biografica; le modifiche saranno visibili in questa lista entro pochi giorni. Per chiarimenti vedi il progetto biografie. La lista contiene solo le 280 persone che sono citate nell'enciclopedia e per le quali è stato implementato correttamente il template Bio. Pagina aggiornata al 18 ago 2025. |

## Gennaio(22)
- 1º gennaio - James Barton Longacre, incisore e medaglista statunitense (n. 1794)
- 3 gennaio - Candido Augusto Vecchi, storico, patriota e militare italiano (n. 1814)
- 7 gennaio - Lovell Rousseau, generale, politico e avvocato statunitense (n. 1818)
- 9 gennaio - Paul Huet, pittore e incisore francese (n. 1803)
- 10 gennaio - John Cassin, ornitologo statunitense (n. 1816)
- 10 gennaio - Friedrich Matthias Claudius, anatomista tedesco (n. 1822)
- 12 gennaio - Désiré Dalloz, giurista e politico francese (n. 1795)
- 12 gennaio - Luigi Garibbo, pittore italiano (n. 1782)
- 15 gennaio - Franz von Cordon, generale e politico austriaco (n. 1796)
- 16 gennaio - John Shae Perring, egittologo e antropologo britannico (n. 1813)
- 17 gennaio - Aleksandr Sergeevič Dargomyžskij, compositore russo (n. 1813)
- 18 gennaio - Bertalan Szemere, poeta e politico ungherese (n. 1812)
- 19 gennaio - Ludwig von Comini, farmacista, enologo e agronomo austriaco (n. 1812)
- 19 gennaio - Karl Reichenbach, scienziato tedesco (n. 1788)
- 19 gennaio - Giovanni Ventura, attore teatrale, drammaturgo e poeta italiano (n. 1800)
- 20 gennaio - Karl Wilhelm Göttling, filologo classico tedesco (n. 1793)
- 21 gennaio - Ferdinando Arborio Gattinara di Breme, nobile, entomologo e politico italiano (n. 1807)
- 22 gennaio - Leopoldo del Belgio, principe belga (n. 1859)
- 22 gennaio - Karl August Traugott Vogt, teologo tedesco (n. 1808)
- 24 gennaio - Giovanni Colonna Romano Filingeri, politico e prefetto italiano (n. 1810)
- 25 gennaio - Francis W. Pickens, politico e diplomatico statunitense (n. 1805)
- 30 gennaio - Luigi Clementi, arcivescovo cattolico e diplomatico italiano (n. 1794)

## Febbraio(20)
- 1º febbraio - Alessandro Focosi, pittore italiano (n. 1836)
- 3 febbraio - Elisa Napoleona Baciocchi, italiana (n. 1806)
- 3 febbraio - Heinrich Ritter, filosofo tedesco (n. 1791)
- 3 febbraio - Charles Joseph Louis de Tascher de La Pagerie, politico e nobile francese (n. 1811)
- 6 febbraio - Carlo Cattaneo, patriota, filosofo e politico italiano (n. 1801)
- 7 febbraio - Léonard Victor Charner, ammiraglio francese (n. 1797)
- 7 febbraio - Henry Paget, II marchese di Anglesey, nobile e politico britannico (n. 1797)
- 9 febbraio - Charlotte Murchison, geologa britannica (n. 1788)
- 12 febbraio - Fu'ad Pascià, politico ottomano (n. 1815)
- 13 febbraio - Giuseppe Abbagnale, militare italiano (n. 1816)
- 13 febbraio - Gustav Adolf Bergenroth, storico tedesco (n. 1813)
- 13 febbraio - Pietro Paleocapa, scienziato, politico e ingegnere italiano (n. 1788)
- 15 febbraio - Mirza Ghalib, poeta indiano (n. 1797)
- 16 febbraio - Oscar Patric Sturzen-Becker, scrittore svedese (n. 1811)
- 18 febbraio - John L. Gardner, generale statunitense (n. 1793)
- 23 febbraio - George West, V conte De La Warr, nobile e politico britannico (n. 1791)
- 25 febbraio - Henry Adoniram Swift, politico statunitense (n. 1823)
- 26 febbraio - Afzal ad-Dawlah, Asaf Jah V, principe indiano (n. 1827)
- 26 febbraio - Ivan Ivanovič Gorbačevskij, militare russo (n. 1800)
- 28 febbraio - Alphonse de Lamartine, poeta, scrittore e storico francese (n. 1790)

## Marzo(24)
- 1º marzo - Ernesto Allason, pittore italiano (n. 1822)
- 2 marzo - Hugh Gough, generale inglese (n. 1779)
- 3 marzo - Rosa Taddei, attrice teatrale e poetessa italiana (n. 1799)
- 6 marzo - Tito Bassetti, letterato e patriota italiano (n. 1794)
- 7 marzo - Owen Chase, navigatore e scrittore statunitense (n. 1797)
- 8 marzo - Hector Berlioz, compositore francese (n. 1803)
- 8 marzo - Luigi Calamatta, incisore italiano (n. 1801)
- 10 marzo - Marie-Jean-Joseph Lataste, religioso francese (n. 1832)
- 11 marzo - Cristiano di Schleswig-Holstein-Sonderburg-Augustenburg, nobile danese (n. 1798)
- 11 marzo - Vladimir Fëdorovič Odoevskij, scrittore, filosofo e critico musicale russo (n. 1803)
- 13 marzo - Paolina Leopardi, scrittrice e traduttrice italiana (n. 1800)
- 17 marzo - Giuseppe Del Drago, presbitero, teologo e patriota italiano (n. 1813)
- 17 marzo - Teresa Saporiti, soprano italiano (n. 1763)
- 18 marzo - Giuseppe Alinovi, compositore italiano (n. 1790)
- 18 marzo - Wilhelm von Lebzeltern, generale e politico austriaco (n. 1787)
- 21 marzo - Juan Nepomuceno Almonte, militare, politico e diplomatico messicano (n. 1803)
- 22 marzo - Antoine Henri Jomini, banchiere, militare e storico svizzero (n. 1779)
- 23 marzo - Charles Lucas, compositore, violoncellista e direttore d'orchestra inglese (n. 1808)
- 23 marzo - Carlo Muletti, storico e scrittore italiano (n. 1786)
- 25 marzo - Edward Bates, politico e avvocato statunitense (n. 1793)
- 25 marzo - Igino Ugo Tarchetti, scrittore, giornalista e militare italiano (n. 1839)
- 27 marzo - James Harper, politico e editore statunitense (n. 1795)
- 29 marzo - Francesco Longo, patriota e politico italiano (n. 1802)
- 31 marzo - Allan Kardec, pedagogista e filosofo francese (n. 1804)

## Aprile(24)
- 2 aprile - Christian Erich Hermann von Meyer, paleontologo tedesco (n. 1801)
- 4 aprile - Girolamo Gavi, vescovo cattolico italiano (n. 1775)
- 4 aprile - Sofía Moscoso de Altamira, nobildonna spagnola (n. 1818)
- 6 aprile - Adolphe Delessert, esploratore e naturalista francese (n. 1809)
- 9 aprile - William Pleydell-Bouverie, III conte di Radnor, nobile inglese (n. 1779)
- 11 aprile - Claude-Philibert Barthelot de Rambuteau, funzionario francese (n. 1781)
- 12 aprile - Ida di Waldeck e Pyrmont, principessa tedesca (n. 1796)
- 13 aprile - Tomaso Catullo, naturalista, geologo e zoologo italiano (n. 1782)
- 13 aprile - Barbu Dimitrie Știrbei, nobile rumeno (n. 1799)
- 15 aprile - August Wilhelm Bach, organista e compositore tedesco (n. 1796)
- 16 aprile - Cesare Alfieri di Sostegno, politico e diplomatico italiano (n. 1799)
- 16 aprile - Camillo Pucci, pittore italiano (n. 1802)
- 17 aprile - Gabriele Camozzi, patriota e politico italiano (n. 1823)
- 18 aprile - Giuseppe Giacinto Moris, botanico e politico italiano (n. 1796)
- 20 aprile - Johann Carl Gottfried Loewe, compositore, direttore d'orchestra e baritono tedesco (n. 1796)
- 20 aprile - Emanuele Viggiani, politico italiano (n. 1808)
- 21 aprile - Ulisse d'Arco Ferrari, militare italiano (n. 1786)
- 21 aprile - Justus Friedrich Kritz, filologo classico tedesco (n. 1798)
- 22 aprile - Agostino Mattoli, patriota e politico italiano (n. 1801)
- 23 aprile - José María Plá, politico uruguaiano (n. 1794)
- 24 aprile - Enrico Martini, patriota e politico italiano (n. 1818)
- 24 aprile - Charles Varin, drammaturgo e librettista francese (n. 1798)
- 26 aprile - Theodore Maunoir, chirurgo svizzero (n. 1806)
- 30 aprile - Théophile Thoré-Bürger, giornalista e critico d'arte francese (n. 1807)

## Maggio(18)
- 2 maggio - Aleksandr Sergeevič Menšikov, ammiraglio, generale e diplomatico russo (n. 1787)
- 4 maggio - Thomas Langlois Lefroy, politico e giudice irlandese (n. 1776)
- 5 maggio - Andreas Faye, presbitero e storico norvegese (n. 1802)
- 8 maggio - Alessandro d'Angennes, arcivescovo cattolico e politico italiano (n. 1781)
- 10 maggio - Bernhard Molique, violinista e compositore tedesco (n. 1802)
- 11 maggio - Juraj Haulík, cardinale e arcivescovo cattolico slovacco (n. 1788)
- 13 maggio - Prospero Pirondi, medico, politico e patriota italiano (n. 1787)
- 14 maggio - Francisco Laso, pittore e politico peruviano (n. 1823)
- 19 maggio - William Bent, imprenditore statunitense (n. 1809)
- 19 maggio - Marianna De Crescenzo, patriota italiana (n. 1817)
- 20 maggio - Angelo Mengaldo, militare, letterato e patriota italiano (n. 1787)
- 22 maggio - Jacques Mallet, politico e ingegnere francese (n. 1787)
- 25 maggio - Giovanni Querini Stampalia, imprenditore e filantropo italiano (n. 1799)
- 27 maggio - Giovanni Durando, patriota, generale e politico italiano (n. 1804)
- 28 maggio - Ernst Wilhelm Hengstenberg, teologo tedesco (n. 1802)
- 28 maggio - Louis Henri François de Luzy-Pelissac, politico e generale francese (n. 1797)
- 29 maggio - Pietro Ferrabini, pittore italiano (n. 1787)
- 31 maggio - Maddalena Montalban Comello, patriota italiana (n. 1820)

## Giugno(17)
- 1º giugno - Pasquale Ricca, scultore italiano (n. 1803)
- 3 giugno - John Cam Hobhouse, politico inglese (n. 1786)
- 4 giugno - Girolamo Gargiolli, letterato e politico italiano (n. 1796)
- 9 giugno - Rudolf Obermann, educatore e ginnasta svizzero (n. 1812)
- 10 giugno - Jacques-Étienne Bérard, fisico francese (n. 1789)
- 15 giugno - Ferdinando Bartolommei, politico italiano (n. 1821)
- 15 giugno - Albert Grisar, compositore belga (n. 1808)
- 15 giugno - Josef Schlotthauer, pittore tedesco (n. 1789)
- 16 giugno - Edward Stanley, II barone di Alderley, nobile e politico inglese (n. 1802)
- 16 giugno - Charles Sturt, esploratore britannico (n. 1795)
- 16 giugno - Bronisław Trentowski, filosofo e slavista polacco (n. 1808)
- 17 giugno - Sofia Esterházy-Liechtenstein, principessa austriaca (n. 1798)
- 18 giugno - Mastro Titta, boia italiano (n. 1779)
- 18 giugno - Henry Jarvis Raymond, giornalista e politico statunitense (n. 1820)
- 20 giugno - Diomīdīs Kiriakos, politico e scrittore greco (n. 1811)
- 28 giugno - Aleksej Ivanovič Butakov, ammiraglio e geografo russo (n. 1816)
- 28 giugno - Niccolò Cerbara, medaglista e incisore italiano (n. 1796)

## Luglio(24)
- 2 luglio - Adrien Berbrugger, archeologo e filologo francese (n. 1801)
- 4 luglio - Jean René Constant Quoy, zoologo e naturalista francese (n. 1790)
- 5 luglio - Štefan Moyzes, vescovo cattolico e pedagogo slovacco (n. 1797)
- 8 luglio - Filippo Manci, patriota italiano (n. 1836)
- 9 luglio - Giuseppe Plochiù, politico italiano
- 12 luglio - Domenico Straface, brigante italiano (n. 1829)
- 12 luglio - Friedrich Zobel, militare austriaco (n. 1799)
- 13 luglio - Carl Roesner, architetto austriaco (n. 1804)
- 15 luglio - Domenico Genoino, imprenditore e politico italiano (n. 1814)
- 17 luglio - Guglielmo di Urach, duca (n. 1810)
- 17 luglio - Laura Beatrice Oliva, scrittrice, educatrice e poetessa italiana (n. 1821)
- 18 luglio - Laurent Clerc, educatore francese (n. 1785)
- 20 luglio - Beniamino De Francesco, pittore italiano
- 20 luglio - Louis-Prudent Douillard, architetto francese (n. 1790)
- 22 luglio - Francesco Arborio Mella di Sant'Elia, generale italiano (n. 1809)
- 22 luglio - John Augustus Roebling, ingegnere prussiano (n. 1806)
- 23 luglio - Cristoforo Ferretti, politico e militare italiano (n. 1784)
- 25 luglio - Filippo Cassola, chimico e inventore italiano (n. 1792)
- 26 luglio - Giuseppe Dolfi, patriota italiano (n. 1818)
- 26 luglio - Hayriye Hanimsultan, principessa ottomana (n. 1846)
- 27 luglio - Carlo Catinelli, militare, politico e saggista italiano (n. 1780)
- 28 luglio - Carl Gustav Carus, fisiologo e pittore tedesco (n. 1789)
- 28 luglio - Jan Evangelista Purkyně, anatomista, neurofisiologo e biologo ceco (n. 1787)
- 30 luglio - Isaac Toucey, politico e statistico statunitense (n. 1792)

## Agosto(25)
- 1º agosto - Alexine Tinne, esploratrice olandese (n. 1835)
- 2 agosto - Thomas Medwin, poeta e traduttore britannico (n. 1788)
- 2 agosto - Luigi Poletti, ingegnere, architetto e filantropo italiano (n. 1792)
- 4 agosto - Antonio Lombardini, politico e matematico italiano (n. 1794)
- 5 agosto - Antoine Charma, filosofo, archeologo e paleografo francese (n. 1801)
- 5 agosto - Lauretta Cipriani, patriota italiana (n. 1795)
- 8 agosto - Roger Fenton, fotografo inglese (n. 1819)
- 9 agosto - Giuseppe Puini, architetto italiano (n. 1806)
- 9 agosto - Ferdinando de Luca, geografo, matematico e politico italiano (n. 1785)
- 10 agosto - Giuseppe Dabormida, generale e politico italiano (n. 1799)
- 10 agosto - Athanase Dupré, matematico e fisico francese (n. 1808)
- 10 agosto - Stefano Romeo, patriota e politico italiano (n. 1819)
- 11 agosto - Théodore Anne, drammaturgo, librettista e romanziere francese (n. 1797)
- 13 agosto - Adolphe Niel, generale francese (n. 1802)
- 13 agosto - Giuseppe Persiani, compositore italiano (n. 1799)
- 16 agosto - Johann Wilhelm Cordes, pittore tedesco (n. 1824)
- 16 agosto - Aleksandr Aleksandrovič Serno-Solov'evič, rivoluzionario russo (n. 1838)
- 17 agosto - Andrew J. Grayson, artista e ornitologo statunitense (n. 1819)
- 17 agosto - Stefan von Wernhardt, generale austriaco (n. 1806)
- 18 agosto - Giovanni Marangoni, patriota italiano (n. 1834)
- 21 agosto - Casto Méndez Núñez, marinaio e militare spagnolo (n. 1824)
- 21 agosto - Salvatore Patti, tenore italiano (n. 1800)
- 27 agosto - Rebecca Gratz, educatrice statunitense (n. 1781)
- 28 agosto - Edoardo Kramer, politico italiano (n. 1829)
- 31 agosto - Mary Ward, scienziata e illustratrice irlandese (n. 1827)

## Settembre(23)
- 1º settembre - Leonzio Massa Saluzzo, magistrato e politico italiano (n. 1799)
- 3 settembre - Costantino di Hohenzollern-Hechingen, principe (n. 1801)
- 4 settembre - Giovanni Acerbi, militare, patriota e politico italiano (n. 1825)
- 6 settembre - Valentín Alsina, giurista e politico argentino (n. 1802)
- 6 settembre - Jean-Pierre Dantan, scultore francese (n. 1800)
- 6 settembre - John Aaron Rawlins, politico e generale statunitense (n. 1831)
- 8 settembre - Pasquale Revoltella, imprenditore e economista italiano (n. 1795)
- 9 settembre - Otto Jahn, compositore e archeologo tedesco (n. 1813)
- 10 settembre - John Bell, politico e avvocato statunitense (n. 1797)
- 11 settembre - Giovanni Cairoli, patriota italiano (n. 1842)
- 11 settembre - Emily Lamb, nobildonna inglese (n. 1787)
- 13 settembre - Karl von Pfeufer, medico tedesco (n. 1806)
- 14 settembre - Amalia di Baden, principessa (n. 1795)
- 16 settembre - Thomas Graham, chimico scozzese (n. 1805)
- 17 settembre - Hiroshige II, pittore e incisore giapponese (n. 1826)
- 20 settembre - Pepita Tudó, nobildonna spagnola (n. 1779)
- 23 settembre - Johann Georg von Hahn, diplomatico e filologo austriaco (n. 1811)
- 26 settembre - Pasquale Catalano Gonzaga, politico italiano (n. 1800)
- 26 settembre - Manuel Bento Rodrigues da Silva, cardinale e patriarca cattolico portoghese (n. 1800)
- 28 settembre - Manfredo Giovanni Battista Bellati, vescovo cattolico italiano (n. 1790)
- 28 settembre - Vincenzo De Monte, avvocato, magistrato e politico italiano (n. 1796)
- 28 settembre - Guglielmo Libri Carucci dalla Sommaja, matematico italiano (n. 1803)
- 30 settembre - Ferdinand Seymour, conte di St. Maur, nobile e militare britannico (n. 1835)

## Ottobre(17)
- 4 ottobre - Mario Fani, politico italiano (n. 1845)
- 5 ottobre - Laurent Cerise, medico francese (n. 1807)
- 8 ottobre - Franklin Pierce, politico e militare statunitense (n. 1804)
- 9 ottobre - Otto Linné Erdmann, chimico tedesco (n. 1804)
- 12 ottobre - Pëtr Fëdorovič Anžu, navigatore, esploratore e ammiraglio russo (n. 1796)
- 12 ottobre - Julián Sanz del Río, filosofo, giurista e pedagogo spagnolo (n. 1814)
- 13 ottobre - Charles Augustin de Sainte-Beuve, critico letterario, scrittore e aforista francese (n. 1804)
- 18 ottobre - Simon Jenko, scrittore e poeta sloveno (n. 1835)
- 20 ottobre - Giovanni Giacinto Stella, missionario italiano (n. 1822)
- 22 ottobre - Michael Sars, zoologo e biologo norvegese (n. 1805)
- 23 ottobre - Camillo Casati, politico, militare e nobile italiano (n. 1805)
- 23 ottobre - Edward Smith-Stanley, XIV conte di Derby, politico inglese (n. 1799)
- 28 ottobre - Giuseppe Bisi, pittore italiano (n. 1787)
- 28 ottobre - Antony Deschamps, poeta e traduttore francese (n. 1800)
- 28 ottobre - Thomas Dessoulavy, pittore inglese (n. 1801)
- 31 ottobre - Richard Grosvenor, II marchese di Westminster, nobile e politico inglese (n. 1795)
- 31 ottobre - Charles Anderson Wickliffe, politico statunitense (n. 1788)

## Novembre(23)
- 1º novembre - Fermo Zuccari, architetto italiano (n. 1807)
- 3 novembre - Andreas Kalvos, poeta greco (n. 1792)
- 4 novembre - George Peabody, imprenditore, banchiere e filantropo statunitense (n. 1795)
- 10 novembre - Giuseppe Berlendis, architetto e incisore italiano (n. 1795)
- 10 novembre - Bartolomeo Fenaroli Avogadro, politico italiano (n. 1796)
- 10 novembre - John E. Wool, generale statunitense (n. 1784)
- 11 novembre - Hiram Bingham I, missionario statunitense (n. 1789)
- 12 novembre - Bellino Briganti-Bellini, imprenditore e politico italiano (n. 1819)
- 12 novembre - Amos Kendall, politico statunitense (n. 1789)
- 12 novembre - Friedrich Overbeck, pittore tedesco (n. 1789)
- 12 novembre - Clemente Solaro della Margarita, politico italiano (n. 1792)
- 14 novembre - Alfred François Nettement, scrittore francese (n. 1805)
- 19 novembre - Gian Lorenzo Cantù, medico e politico italiano (n. 1790)
- 20 novembre - Giuseppe Croff, scultore italiano (n. 1810)
- 21 novembre - Benjamin Fitzpatrick, politico statunitense (n. 1802)
- 21 novembre - Władysław Ostrowski, militare polacco (n. 1790)
- 22 novembre - Carl Ferdinand Langhans, architetto tedesco (n. 1782)
- 24 novembre - Thomas Chambers, pittore inglese (n. 1808)
- 25 novembre - Salvatore Candido, pittore italiano (n. 1798)
- 26 novembre - Alberto di Schwarzburg-Rudolstadt, principe tedesco (n. 1798)
- 27 novembre - José Hilario López, politico colombiano (n. 1798)
- 29 novembre - Giulia Grisi, soprano italiano (n. 1811)
- 30 novembre - Ľudovít Kubáni, poeta, scrittore e critico letterario slovacco (n. 1830)

## Dicembre(28)
- 3 dicembre - Luigi Scrosati, pittore e decoratore italiano (n. 1815)
- 4 dicembre - Gerolamo Berlinguer, militare italiano (n. 1792)
- 6 dicembre - Alexandre Gendebien, politico e avvocato belga (n. 1789)
- 6 dicembre - Maria Carolina Augusta di Borbone-Due Sicilie, principessa (n. 1822)
- 7 dicembre - Étienne-Hippolyte Godde, architetto francese (n. 1781)
- 8 dicembre - Giovanni Chelli, presbitero e bibliotecario italiano (n. 1809)
- 8 dicembre - Narcisa di Gesù Martillo y Morán, religiosa ecuadoriana (n. 1832)
- 9 dicembre - August von Stwrtnik, generale austriaco (n. 1790)
- 13 dicembre - Nicolaus von Weis, vescovo cattolico tedesco (n. 1796)
- 14 dicembre - Pietro Tenerani, scultore italiano (n. 1789)
- 15 dicembre - Federico Faruffini, pittore, incisore e fotografo italiano (n. 1833)
- 16 dicembre - Francesco Mazzei, architetto italiano (n. 1806)
- 17 dicembre - Francesco Pentini, cardinale italiano (n. 1797)
- 17 dicembre - Pierre Justin Sabatier, numismatico francese (n. 1792)
- 18 dicembre - Louis Moreau Gottschalk, compositore e pianista statunitense (n. 1829)
- 18 dicembre - Giovanni Napoleone Monti, politico italiano (n. 1809)
- 21 dicembre - Wilhelm Wackernagel, filologo tedesco (n. 1806)
- 22 dicembre - Karl August von Reisach, cardinale e arcivescovo cattolico tedesco (n. 1800)
- 22 dicembre - Agnese Schebest, cantante lirica austriaca (n. 1813)
- 23 dicembre - Emilio Zasio, patriota e militare italiano (n. 1831)
- 24 dicembre - Edwin McMasters Stanton, politico statunitense (n. 1814)
- 26 dicembre - Andrea Besteghi, pittore italiano (n. 1817)
- 26 dicembre - Jean Léonard Marie Poiseuille, medico, fisiologo e fisico francese (n. 1797)
- 26 dicembre - François-Adolphe de Bourqueney, diplomatico francese (n. 1799)
- 29 dicembre - Victor Ruffy, avvocato e politico svizzero (n. 1823)
- 31 dicembre - Luigi De Sanctis, teologo italiano (n. 1808)
- 31 dicembre - Anton Haizinger, tenore e cantante lirico austriaco (n. 1796)
- 31 dicembre - Louis James Alfred Lefébure-Wély, organista e compositore francese (n. 1817)

## Senza giorno specificato(15)
- Teodoro Duclère, pittore italiano (n. 1812)
- Giuseppe Ferraris, medaglista e incisore italiano (n. 1791)
- George Gawler, militare e politico inglese (n. 1795)
- William Greener, inventore britannico (n. 1806)
- Nikolaos Kounelakis, pittore greco (n. 1829)
- Eugène Mage, esploratore francese (n. 1837)
- François-Joseph Navez, pittore belga (n. 1787)
- Nicanore di Alessandria, vescovo ortodosso greco
- Giulia Nuti, pittrice italiana (n. 1800)
- Salvatore Petito, attore teatrale italiano (n. 1795)
- Gian Jacopo Pezzi, giornalista, scrittore e critico musicale italiano (n. 1805)
- Joseph C. Philpot, predicatore e teologo inglese (n. 1802)
- Francesco Ronzani, architetto italiano (n. 1802)
- Leonardo Semitecolo, ottico italiano
- Constantin Stamati, poeta rumeno (n. 1797)